# 金龍彬
金 龍彬（キム・ヨンビン、朝鮮語: 김용빈、1959年11月13日 - ）は、大韓民国の法曹。第47代春川地方法院長。第29代司法研修院長。

## 生涯
京畿道抱川市生まれ。中京高等学校を経てソウル大学校法学科卒業。1984年第26回司法試験合格。第16期司法研修員を経て軍法務官。1990年2月より仁川地方法院判事。その後ソウル民事法院判事と最高裁裁判研究官、春川地方法院寧越支院長、司法研修院教授を経て2006年2月にソウル中央地方法院部長判事に任命されソウル西部地方法院首席部長判事、釜山高等法院部長判事を務めた。2017年9月より春川地方法院長に任命され、2022年11月9日時点で、2022年2月21日より第29代司法研修院長を務めている。